# Géza Frid

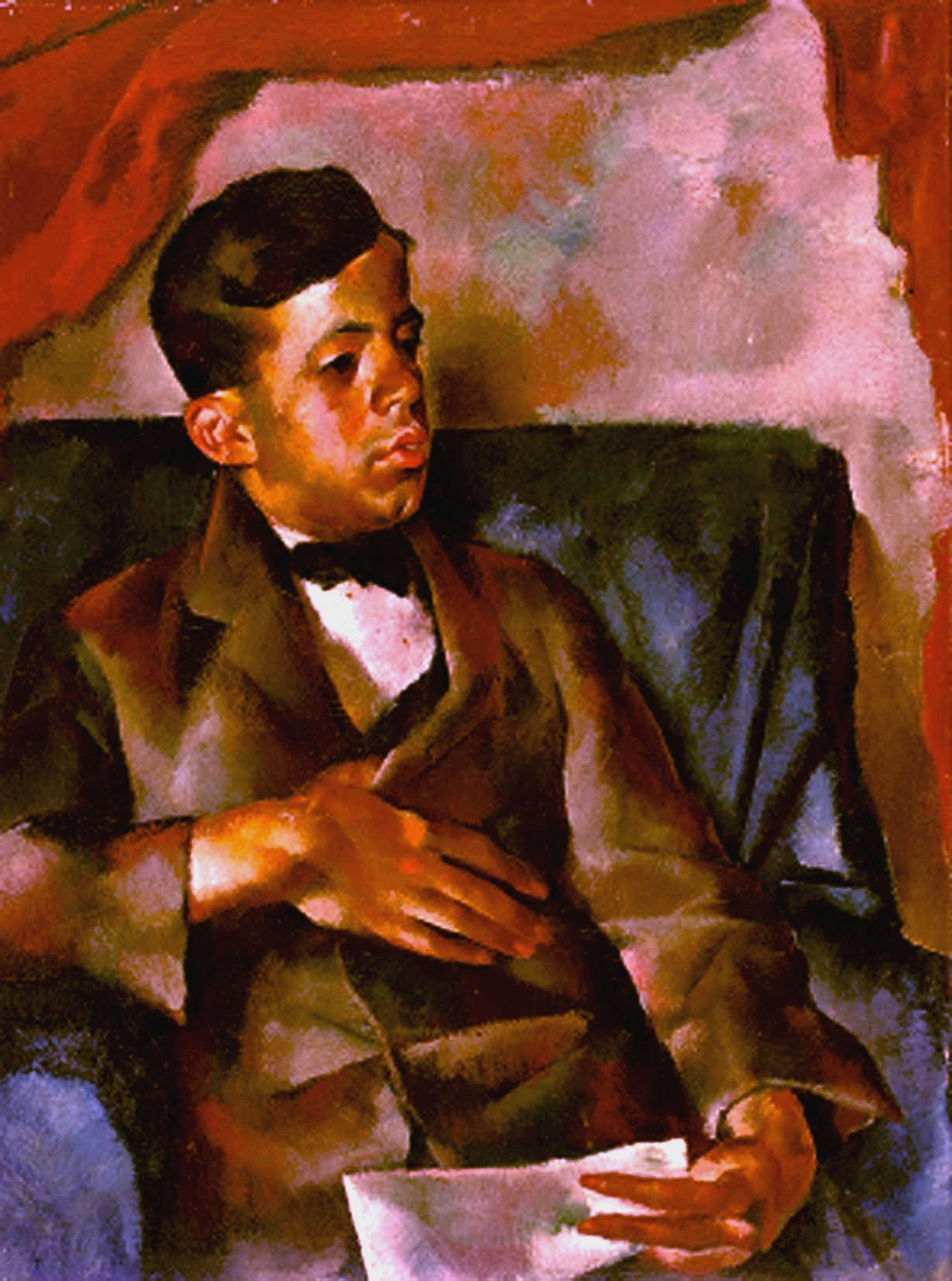
Porträt von Vilmos Aba-Novák (um 1925)

Géza Frid [ˈɡeːzɒ ˈfrid] (* 25. Januar 1904 in Máramarossziget, Österreich-Ungarn; † 13. September 1989 in Beverwijk, Niederlande) war ein ungarisch-niederländischer Komponist, Dirigent und Pianist.

## Leben und Wirken

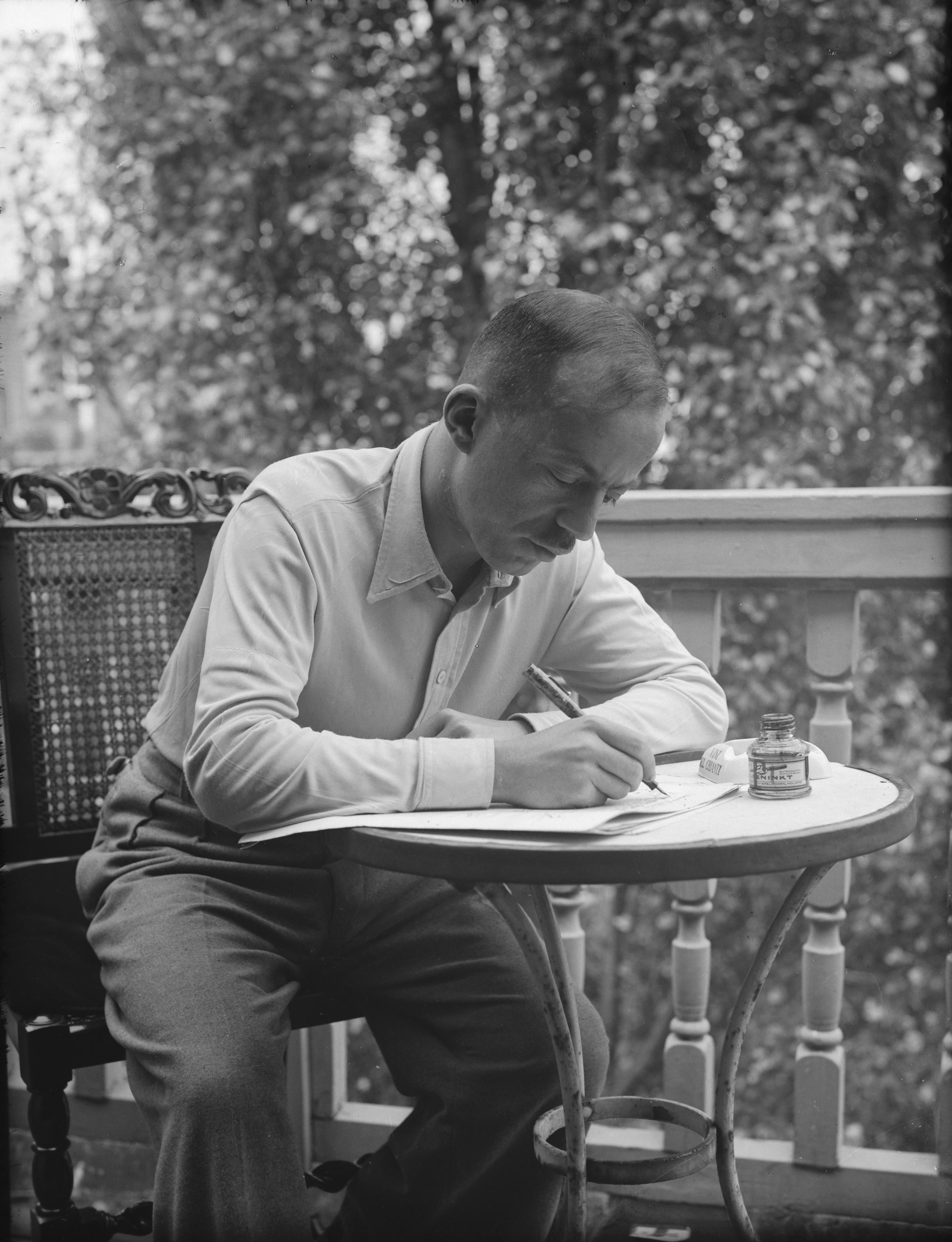
Géza Frid (ca. 1935)

Von seiner musikalischen Mutter schon früh an Musik herangeführt, hatte er bereits mit 6 Jahren seinen ersten öffentlichen Auftritt. 1912 übersiedelte er nach Budapest, um seine Ausbildung durch ein Studium an der Franz-Liszt-Akademie auf ein solides Fundament zu stellen. Er studierte Klavier bei Béla Bartók und Zoltán Kodály. Seine Examen legte er an der Hochschule für Musik in Budapest 1924 ab. 1926 unternahm er eine ausgiebige Konzertreise nach Italien. 1927 wurde sein erstes Streichquartett in Budapest und London aufgeführt. In den folgenden zwei Jahren machte er gemeinsam mit dem Violinisten Zoltán Székely Konzertreisen durch ganz Europa. 1929 ließ er sich in Amsterdam nieder und verlegte seinen Wohnsitz dorthin. Seine Kompositionen fanden internationale Anerkennung (Frankreich, Schweiz, Vereinigte Staaten, Großbritannien). Während der Besatzungszeit 1940 bis 1945 protestierte er, wie andere Künstler in den Niederlanden auch, durch einen Konzertstreik. Er entging der Inhaftierung und der Deportation der ausländischen Juden aus den Niederlanden.
1948 erhielt er die niederländische Staatsbürgerschaft. 1948 und 1949 unternahm er eine Konzert-Tournee durch Indonesien, wobei er 48 Konzerttermine wahrnahm. Das verschaffte ihm die Position des Dirigenten des Radio Philharmonischen Orchesters von Jakarta. In der Folge wurden ihm zahlreiche Auszeichnungen und Preise zuteil. 1951 startete er zu einer zweiten Konzertreise durch Indonesien und danach durch das Königreich Siam und Ägypten. Es folgten weitere Tourneen durch Großbritannien, eine dritte in Indonesien, Israel (1962) und die Sowjetunion (1963) gemeinsam mit der Sängerin Erna Spoorenberg. In den Folgejahren standen weitere Tourneen auf dem Programm (wiederum Israel, Türkei, Italien, Süd- und Nordamerika 1965, Suriname, Niederländische Antillen, Venezuela, Vereinigte Staaten und Kanada).
1964 wurde er zum Professor am Konservatorium von Utrecht im Fach Kammermusik ernannt.

## Werke

### Werke für Orchester
- 1929: Suite pour orchestre opus 6
- 1931: Tempesta d'orchestra opus 10
- 1933: Symphonie opus 13
- 1935: Concert voor piano en koor
- 1935: Romance et Allegro für Violoncello und Orchester opus 16
- 1938: Abel et Caïn tableau symphonique opus 15 für Bass und großes Orchester
- 1948: Paradou Symphonische Fantasie
- 1950: Variaties op een Nederlands volkslied für Chor und Orchester
- 1952: Concert for two violins and orchestra opus 40
- 1953/1955: Drie romances für Sopran und Orchester opus 41a Text: Heinrich Heine
- 1953: Caecilia-ouverture opus 45
- 1954: Muziek uit het ballet „Luctor et emergo“ für Chor und Orchester opus 43 a
- 1954: Études symphoniques opus 47
- 1957: Concert for two pianos and orchestra opus 55
- 1963: Introductie, thema en variaties
- 1970/1979: Concerts for three violins and orchestra opus 78
- 1972: Concert für Klarinetten und Streichorchester opus 82
- 1973: Toccata voor orkest opus 84

### Werke für Blasorchester
- 1951: Das Sklavenschiff für Tenor und Bariton Solo, Männerchor, Klavier und Blasorchester opus 51
- 1954: Suid-Afrikaanse rhapsodie opus 46 b
- 1964: Zeven pauken en een koperorkest opus 69
- 1965: Ballade für gemischten Chor und Blasorchester Ballade opus 71; Text: J. Slauerhoff
- 1966: Vier Schetsen opus 72 a
- 1977: Variations on a Dutch Folksong opus 29
- 1978: Brabant en Màramures
- Rhapsody opus 42 a

### Bühnenwerke
- 1953: Luctor et emergo opus 43 Ballett
- 1958: De Zwarte Bruid parodistische Oper opus 57; Text: C. J. Kelk
- 1961: Euridice Ballett opus 61

### Chormusik
- 1951: Hymne aan de arbeid opus 32 für Männerchor und Orchester
- 1951: 10 laments für Frauenchor
- 1952: Frühlingsfeier opus 41 no. 3 für Sopran, Alt und Begleitung von acht Instrumenten
- 1960: Abschied Liederzyklus auf Texte von Hermann Hesse opus 59
- 1960: Auf Reise Liederzyklus auf Texte von Hermann Hesse im modus lascivus opus 60
- 1972: Buurtkermis in Vlaanderen opus 81 für Männerchor, Klavier und Schlagzeug; Text: A. Simoens
- 1974: Arabesques roumaines für Frauenchor opus 85
- 1975: Caprices roumains für 6-stimmigen Männerchor opus 86 a
- Im Kreuzgang von Santo Stefano opus 83 no. 4

### Kammermusik
- 1926: Trio a cordes opus 1
- 1927: 1. Streichquartett
- 1951: 3. Streichquartett (Fantasia Tropica) opus 30
- 1951: 20 Duos für zwei Violinen opus 37
- 1955: Sonate für Violine und Piano opus 50
- 1956: 4. Streichquartett opus 50 a
- 1963: Twelf Metamorphosen für Bläser und Klavier opus 54 a
- 1967: Dubbeltrio für Bläser opus 73
- 1984: Vijfde strijkkwartet (Symmetrie II) opus 99

## Schriften
- Oog in oog met … Tolstoj, Thomas Mann, Bomans, Mussolini, Mengelberg, Bartók en Ravel. 1976
- In tachtig jaar de wereld rond: herinneringen. 1989